# Rubia laurae
Rubia laurae là một loài thực vật có hoa trong họ Thiến thảo. Loài này được (Holmboe) Airy Shaw miêu tả khoa học đầu tiên năm 1937.